# ایدئونلا ساکاینسیس
ایدئونلا ساکاینسیس (Ideonella sakaiensis) گونه‌ای از باکتری است که به سرده ایدئونلا و تیره کوماموناداسه وابستگی دارد. این میکروارگانیسم توانایی تجزیه و متابولیسم پلی‌اتیلن ترفتالات (PET) را به عنوان منبع کربن و انرژی دارا می‌باشد. برای نخستین بار، این باکتری از نمونه رسوبات گرد آوری‌شده در کنار یک واحد بازیافت بطری‌های پلاستیکی واقع در شهر ساکای، ژاپن، جداسازی و شناسایی گردید..  

## یافتار
ایدئونلا ساکاینسیس نخستین بار در سال ۲۰۱۶ بدست گروهی از پژوهشگران به رهبری کوهی اودا از بنیاد فناوری کیوتو و کنجی میاموتو از دانشگاه کیو پس از گرد آوری نمونه‌ای از رسوب های  آلوده به پلی‌اتیلن ترفتالات در یک مرکز بازیافت بطری‌های پلاستیکی در ساکای ژاپن شناسایی شد.   این باکتری نخست از میان یک گردهمایی میکروبی شامل تک‌یاخته‌ها و سلول‌های مخمرمانند جداسازی شد. بررسی‌ها نشان داد که این جامعه میکروبی پس از تجزیه‌ی نخستین و دریافت پلی‌اتیلن ترفتالات به دست ایدئونلا ساکاینسیس، نزدیک به ۷۵ درصد از مواد تجزیه‌شده را به دی‌اکسید کربن تبدیل می‌کند.

## ویژگی‌شناسی

### ویژگی‌های فیزیکی
ایدئونلا ساکاینسیس یک باکتری گرم منفی، هوازی و با شکل میله‌ای است. سلول‌های این باکتری متحرک بوده و دارای یک تاژک می‌باشند. کلنی‌های این باکتری بی‌رنگ، صاف و دارای شکلی گرد هستند. اندازه های سلول‌های آن در پهنای ۰.۶ تا ۰.۸ میکرومتر و در درازای ۱.۲ تا ۱.۵ میکرومتر متغیر است. 

### ویژگی‌های شیمیایی
این باکتری همچنین در آزمایش‌های اکسیداز و کاتالاز واکنش مثبت نشان می‌دهد. رشد این باکتری در بازه pH بین ۵.۵ تا ۹.۰ (با pH بهینه ۷ تا ۷.۵) و در بازه دمایی ۱۵ تا ۴۲ درجه سلسیوس (معادل ۵۹ تا ۱۰۸ درجه فارنهایت) امکان‌پذیر است. رشد مطلوب آن در دمای ۳۰ تا ۳۷ درجه سلسیوس (معادل ۸۶ تا ۹۹ درجه فارنهایت) صورت می‌گیرد.

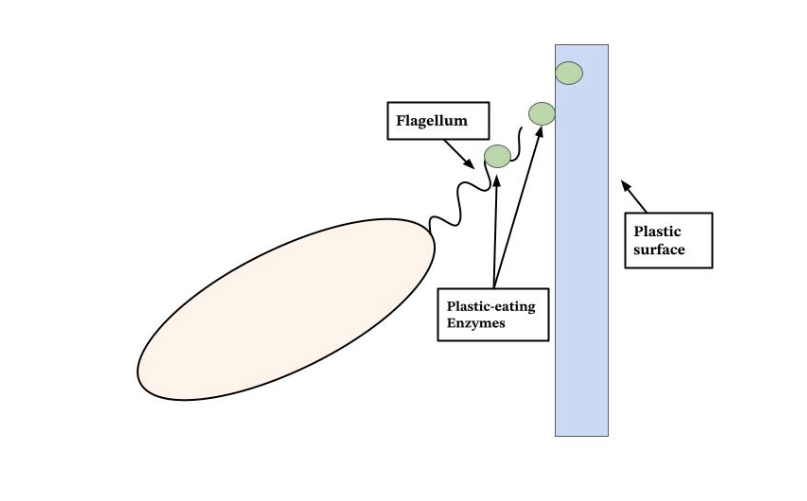
ایدئونلا ساکاینسیس با تاژک نازک خود به پلاستیک پلی‌اتیلن ترفتالات می‌چسبد و آنزیم‌های تجزیه‌کننده آن را به سطح پلاستیک منتقل می‌کند.

## فرآیند شکستن پلی‌اتیلن ترفتالات (PET)

مکانیسم شیمیایی آنزیم PETase در ایدئونلا ساکاینسیس

در باکتری Ideonella sakaiensis، فرایند تجزیهٔ PET در دو گام آنزیمی اصلی صورت می‌گیرد:
1. هیدرولیز اولیه توسط پلی‌اتیلن ترفتالات هیدرولاز (PETase) ایدئونلا ساکاینسیس آنزیمی به نام PETase را به محیط ترشح می‌کند. این آنزیم با چسبیدن به سطح پلیمر PET و با استفاده از یک جایگاه فعال (حاوی یک سرین، اسپارژین و هیستیدین مشابه آنزیم‌های α/β-هیدرولاز) اتصالات استری بین واحدهای اتیلن گلیکول و ترفتالیک اسید را می‌شکند. محصول اصلی این واکنش، مونو(۲-هیدروکسی‌اتیل)ترفتالیک اسید است (MHET) و مقادیر کمتری از بیس(۲-هیدروکسی‌اتیل)ترفتالیک اسید (BHET) تولید می‌شود.[۴]
2. شکسته شدن MHET ، توسط مونو(2-هیدروکسی‌اتیل)ترفتالات هیدرولاز MHETase  MHET تولیدشده در مرحلهٔ قبل ابتدا توسط پروتئینی به نام MHETase (لینک‌شده به غشای خارجی سلول) به اتیلن گلیکول و اسید ترفتالیک تفکیک می‌شود. این دو مولکول کوچک، قابلیت حل‌شدن در محیط و عبور از غشای سلولی را دارند و پس از ورود به درون باکتری :
  - اتیلن گلیکول به مسیرهای معمول گلیکولیز وارد می‌شود و
  - اسید ترفتالیک ابتدا توسط یک ناقل بیرونی (TPA transporter) و سپس آنزیم‌های اختصاصی (TPA dioxygenase و مسیر حلقوی کاتکول) به متابولیت‌های چرخهٔ TCA تبدیل می‌گردد.[۴] در طول این فرایند بخش عمدهٔ کربن PET به دی‌اکسید کربن آزاد در محیط تبدیل می‌شود.[۵] [۶] [۴]